# Leonhard Baumert (Politiker)

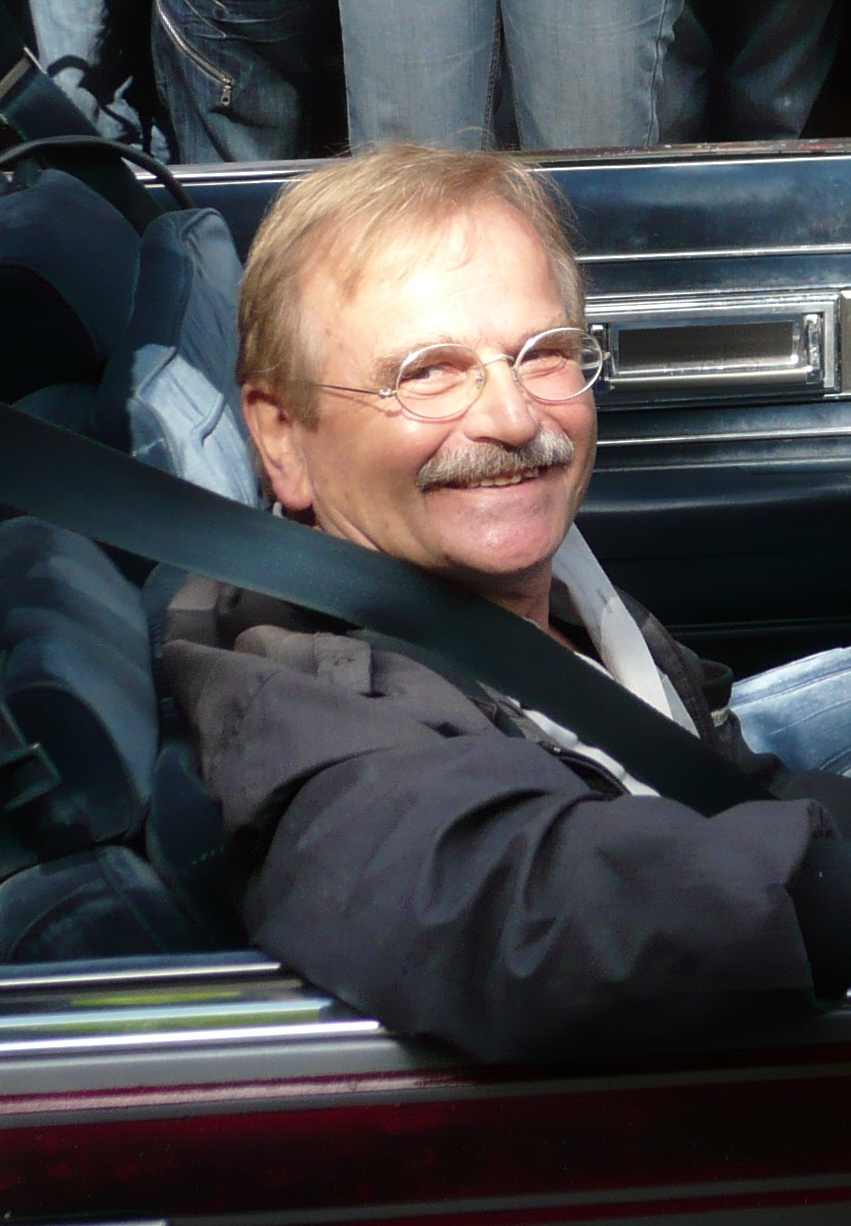
Leonhard Baumert (Juni 2010)

Leonhard Baumert (* 1944 in Hennersdorf, Schlesien) ist ein deutscher Politiker der Sozialdemokratischen Partei Deutschlands (SPD).

## Leben
Baumert bestand im Jahr 1966 sein Abitur und leistete danach seinen Grundwehrdienst bei der Bundeswehr ab. Ab 1967 begann er ein Studium an der Universität Hamburg. Er studierte Sport und Sozialkunde und beendete das Studium im Jahr 1973 mit dem Staatsexamen für das höhere Lehramt. In den Jahren 1975 bis 2010 war er im Schuldienst tätig, zuletzt unterrichtete er am Gymnasium Farmsen die Fächer, Gemeinschafts-, Rechtskunde, Geschichte und Sport. Seit Juli 2010 ist Baumert in Ruhestand. Er unterrichtet allerdings weiterhin Rechtskunde in der Oberstufe am Gymnasium Farmsen.
Baumert ist seit 1972 Mitglied der SPD. Er saß in der Hamburgischen Bürgerschaft in der 15. Wahlperiode von 1993 bis 1997. Dort saß er für seine Fraktion im Schulausschuss und Gesundheitsausschuss. Zudem war er 1986/87 Deputierter in der Behörde für Wissenschaft und Forschung. Zur Wahl der Hamburger Bürgerschaft 2011 kandidierte er auf der SPD-Landesliste auf Platz 51.
Neben seinem parlamentarischen Engagement ist er Mitglied in der Gewerkschaft Erziehung und Wissenschaft (GEW) und beim Arbeiter-Samariter-Bund (ASB). Er arbeitet außerdem als Jugendschöffe am Jugendgericht Hamburg.
Baumert ist verheiratet und hat zwei Kinder.